# Assiniboine
Assiniboine (anglicky Assiniboine River) je řeka v Kanadě v provinciích Manitoba a Saskatchewan. Je 750 km dlouhá. Povodí má rozlohu 100 000 km².

## Průběh toku
Pramení na Centrální planině západně od jezera Winnipegosis. Na dolním toku je část jejích vod z Portage Diversion odváděna 29 km dlouhým kanálem do jezera Manitoba a dochází tak k bifurkaci. Do Red River of the North se vlévá zleva ve Winnipegu.

### Přítoky
- zprava - Whitesand, Ou'Apelle, Souris

## Vodní režim
Zdrojem vody jsou dešťové a sněhové srážky. Nejvodnější je na jaře. Průměrný průtok je 47 m³/s. Zamrzá od listopadu do března.

## Využití
Do vzdálenosti 450 km od ústí je možná lodní doprava pro menší lodě. V ústí leží město Winnipeg.

### Osídlení
- Saskatchewan - Preeceville, Kamsack
- Manitoba - St. Lazare, Virden, Brandon, Portage la Prairie, Poplar Point, Winnipeg